# チャールズ・レスリー・レン
チャールズ・レスリー・レン（Charles Leslie Wrenn, 1895年 – 1969年）はイギリスの学者。

## 概略
彼は1945年にトールキンの後任としてオックスフォード大学のローリンソン・ボズワース記念アングロ・サクソン語教授に就任し、1963年にこの職を退いた。彼はオックスフォード大学のペンブローク学寮のフェローであった。またC・S・ルイスやトールキンらも所属する文学討論グループ「インクリングズ」のメンバーでもあった。レンの著作は、1949年のThe English Language、1967年のA Study of Old English Literature、そしてランドルフ・カークとの共著である1955年のAn Old English Grammarなどが含まれる。彼の文芸的な関心は比較文学に注がれており、後にT・S・エリオットなどの詩人にも興味を抱くようになった。

## 代表的な著書
- The English Language by C.L. Wrenn. London: Methuen, 1949
- Beowulf, with the Finnsburg fragment; edited by C. L. Wrenn. London: George G. Harrap & Co.,  1953. Rev. & enlarged ed. (=2nd ed.) London: Harrap, 1958. 3rd ed.; fully revised by W. F. Bolton. London: Harrap, 1973. (Reissued by the University of Exeter, 1988.)
- An Old English Grammar; by Randolph Quirk and C. L. Wrenn. London: Methuen, 1955
- English and Medieval Studies Presented to J. R. R. Tolkien on the Occasion of His Seventieth Birthday; edited by Norman Davis and C. L. Wrenn. London: Allen and Unwin, 1962